# Nothria otsuchiensis
Nothria otsuchiensis är en ringmaskart som beskrevs av Imajima 1986. Nothria otsuchiensis ingår i släktet Nothria och familjen Onuphidae. Utöver nominatformen finns också underarten N. o. binoculata.